# Монтастрюк-ла-Консейер
Монтастрю́к-ла-Консейе́р (фр. Montastruc-la-Conseillère, окс. Montastruc e la Conselhièra) — коммуна во Франции, находится в регионе Юг — Пиренеи. Департамент — Верхняя Гаронна. Административный центр кантона Монтастрюк-ла-Консейер. Округ коммуны — Тулуза.
Код INSEE коммуны — 31358.

## География

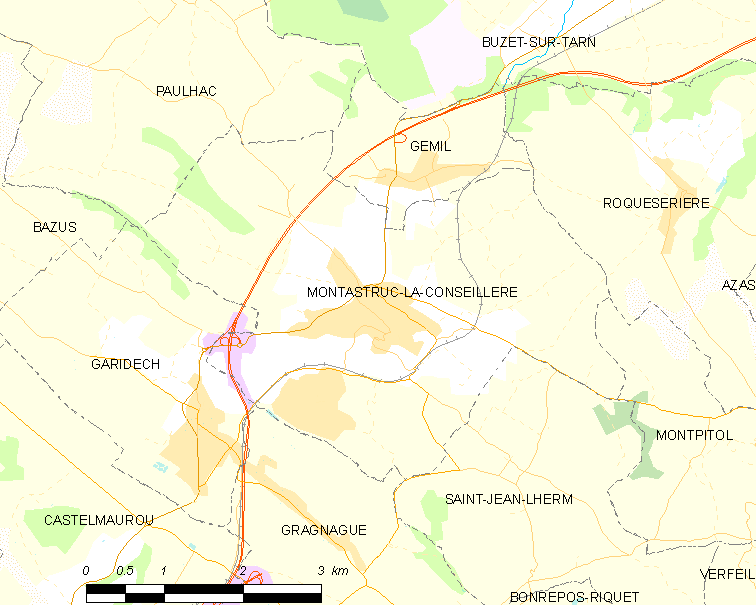
Карта коммуны

Коммуна расположена приблизительно в 580 км к югу от Парижа, в 18 км к северо-востоку от Тулузы.

## Климат
Климат умеренно-океанический. Зима мягкая и снежная, весна характеризуется сильными дождями и грозами, лето сухое и жаркое, осень солнечная. Преобладают сильные юго-восточные и северо-западные ветры.

## Население
Население коммуны на 2010 год составляло 3149 человек.
| 1962 | 1968 | 1975 | 1982 | 1990 | 1999 | 2010 |
| ---- | ---- | ---- | ---- | ---- | ---- | ---- |
| 1033 | 1357 | 1635 | 1842 | 2101 | 2487 | 3149 |

## Администрация
| Период | Период | Фамилия        | Партия                    | Примечания                        |
| ------ | ------ | -------------- | ------------------------- | --------------------------------- |
| 1989   | 2001   | Андре Лор      | Социалистическая партия   | член генерального совета (с 1998) |
| 2001   | 2008   | Мишель Ангий   |                           |                                   |
| 2008   | 2014   | Жан-Луи Буржуа | Социалистическая партия   |                                   |
| 2014   | 2020   | Мишель Ангий   | Союз за народное движение |                                   |

## Экономика
В 2010 году среди 1994 человек трудоспособного возраста (15—64 лет) 1509 были экономически активными, 485 — неактивными (показатель активности — 75,7 %, в 1999 году было 69,8 %). Из 1509 активных жителей работали 1399 человек (712 мужчин и 687 женщин), безработных было 110 (42 мужчины и 68 женщин). Среди 485 неактивных 218 человек были учениками или студентами, 160 — пенсионерами, 107 были неактивными по другим причинам.

## Города-побратимы
- Сан-Педро-Пескадор (Испания)
- Мезьер-ле-Мец (Франция)